# バルサルバ法
バルサルバ法（バルサルバほう）またはバルサルバ手技（バルサルバしゅぎ）は、閉じた上気道に対して力強く息を吐き出そうとするものである。通常、口を閉じ、鼻をつまんで風船を膨らませるように空気を吐き出すことを指す。健康診断で心機能や心臓の自律神経を調べるために行われたり、スキューバダイビングや高圧酸素療法、航空機旅行などで気圧が変化したときに耳や副鼻腔を通気する（両者の気圧を同じにする、いわゆる耳抜き）ために行われるなど、さまざまなバリエーションがある。
変法として、声門を閉じた状態で呼気を行う方法がある。これは以下に述べるような心血管系の反応を引き起こすが、耳管に空気を送り込むことはない。

## 歴史
この技術は、ボローニャ出身の17世紀の医師で解剖学者であり、主な科学的関心が人間の耳であったアントニオ・マリア・ヴァルサルヴァにちなんで名付けられた。彼は、耳管とその開存性をテストするための手技について記述した。彼はまた、中耳から膿を排出するためのこの手技の応用についても記述した。

## バルサルバ法の生理反応

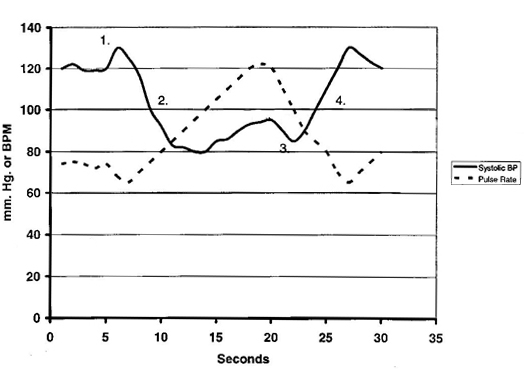
5秒後に40 mmHgの圧力をかけ、20秒後に解放するバルサルバ法での正常反応時の収縮期血圧（実線）と脈拍数（破線）。グラフの中の数字は1）初期圧力上昇、2）静脈還流現象と代償、3）圧力開放、4）心拍出量の回復、の4つ相を示す。

バルサルバ法の正常な生理学的反応は4つの相で構成されている（図参照）。
1. 初期圧力上昇
呼気力を加えると胸腔内圧が上昇し、肺循環から左心房に血液が押し出される。このため、この手技の最初の数秒間は、一回拍出量が軽度上昇する。
2. 静脈還流減少と代償
胸部内圧により、全身血液の心臓への還流が阻害される。心臓の血流が低下し、一回拍出量が低下する。これは図の5秒から約14秒の間に起こる。一回拍出量の低下は反射的に血管を収縮させ、ある程度の血圧の上昇をもたらす（15-20秒）。この代償はかなり顕著で、血圧は正常近くあるいはそれ以上に戻るが、心拍出量と身体への血流量は低いままである。この間、脈拍は増加する（代償性頻脈）。
3. 圧力解放
胸部圧迫が解除され、肺血管と大動脈が再膨張し、左房還流量と大動脈容積がそれぞれ減少するため、さらに初期のわずかな1回心拍出量減少（20-23秒）が起こる。静脈血は再び胸部と心臓に入り、心拍出量は増加し始める。
4. 心拍出量の回復
堰き止められていた血液が入り込む効果で心臓への血液還流が促進され、心拍出量が急速に増加する（24秒後）。通常、一回心拍出量は正常値以上に上昇した後、正常値に戻る。血圧の回復に伴い、脈拍は正常値に戻る。

この反応パターンからの逸脱は、心臓の機能異常または心臓の自律神経系の異常を意味する。バルサルバ法は、歯科医が上顎大臼歯を抜歯した際にも行われることがある。この操作は、穿孔や口腔上顎洞瘻があるかどうかを判断するのに役立つ。

## 適応

### 中耳圧の正常化
潜水時や航空機の降下時など、周囲の気圧が急激に上昇すると、この圧力によって耳管が閉じてしまい、鼓膜の圧平衡を保てなくなり、痛みを伴う。このような痛みを伴う状況を避けるために、ダイバー、ケーソン作業員、航空機乗務員は、嚥下することによって耳管を開こうとする傾向があり、耳管が開き、耳が自ら等圧になるようにする。俗に耳抜きと呼ばれる。
これに失敗した場合は、バルサルバ手技を使用してよい。この操作は、中耳の圧力を均等にするための手段として使用される場合、中耳の過度の加圧による聴覚障害のリスクを伴う。バルサルバ手技は約20-40 mmHgの圧力を生成する。時間が許す限り、数回飲み込むか、あくびをするか、あるいはバルサルバ法（指で閉じた鼻孔にごく少量の空気を送り込み、圧力を感じたら、圧力が増して痛みを感じる前に開放する）で耳管を開くように試みるのが安全である。「あくび」法の有効性は、練習によって改善できる。古典的なあくびのようにまっすぐ下に向けるのではなく、顎を前方または前方と下方に動かすことによって耳管を開放できる人もいれば、鼓膜張筋を活性化することによって顎をまったく動かすことなく開放することができる人もいるが、その場合は身体の深部で鳴る音として本人に聞こえる。開口音はしばしば施術者にもはっきりと聞こえるため、この操作が成功したことをフィードバックすることができる。
嚥下またはあくびの際、咽頭のいくつかの筋肉が作用して軟口蓋を持ち上げ、のどを開く。これらの筋肉の1つである口蓋帆張筋は、耳管を開く働きもある。これが、嚥下またはあくびが中耳圧の均等化に貢献する理由である。一般に信じられていることとは反対に、あごは閉じたときに耳管を閉じない。実際、耳管は下顎骨の近くに位置しておらず、閉じられるわけではない。チューインガムを噛むと唾液の分泌量が増加し、余分な唾液を飲み込むと耳管が開くため、航空機の上昇/下降中にガムを噛むことはよく推奨される。
臨床現場では、バルサルバ手技は一般に閉じた声門に対して、または外部の圧力測定装置に対して行われ、耳管への圧力を排除または最小化する。風船を膨らませるように力を入れたり、抵抗に逆らって吹いたりすると、バルサルバ効果があり、血圧の低下により、めまいを起こし、失神することすらある。

### 筋力トレーニング
バルサルバ法は、最大の力を生み出すための最適な呼吸パターンであると一般に考えられており、パワーリフティングではスクワット、デッドリフト、ベンチプレスなどの運動中に体幹を安定させるために、オリンピックのウェイトリフティングの両方のリフトで頻繁に使用される。

### 疼痛管理
バルサルバ手技は、腰椎穿刺時の痛みを軽減する手段として使用できる。Kumarらによると、覚醒している患者に対してこの操作を行うと、予測可能な心血管系および自律神経系の反応が引き起こされ、熟練した術者はそのタイミングを調整して、バルサルバ法による患者の麻酔効果を最大化するとのことである。

### 心拍リズムの調節
バルサルバ手技は、上室性頻拍の発作を止めるために行われることがある。胸腔内圧の上昇が大動脈の圧力に加わるため、いきみが始まると血圧が上昇する。その後、胸腔内圧が静脈を圧迫し、静脈還流と心拍出量が減少するため、血圧は低下する。これは頻脈および末梢血管抵抗の上昇を引き起こす圧受容器を阻害する。声門が開いて胸腔内圧が正常に戻ると、心拍出量は回復するが、末梢血管は収縮する。したがって、血圧は正常値を超えて上昇し、これが圧受容器を刺激し、徐脈と血圧の正常レベルへの低下を引き起こす。
10 mLのシリンジを用いるValsalva変法は従来のバルサルバ法に比較して洞調律への復帰率が有意に高く、その後の追試でも50％弱の洞調律復帰を期待できると報告されている。道具を用いない逆バルサルバ法（ミュラー手技）の有用性も報告されている。

### 診断目的

#### 心臓病学
特に心エコー図と併用すると、心臓の異常の診断に利用できることがある。例えば、バルサルバ法（第II相）は肥大型心筋症の雑音、すなわち動的な左室流出路狭窄の雑音の強度を増加させる。同時に、バルサルバ法（第II相）は、大動脈弁狭窄症や心房中隔欠損症など、他のほとんどの雑音の強度を減少させる。バルサルバ法（第I相）の最初の数秒間は、逆の所見となる。
英国を拠点とするランダム化比較試験（REVERT）では、心血管的に安定した上室性頻拍の患者において、修正バルサルバ法を半坐位で開始し、いきんですぐに仰臥位に戻して受動的脚上げを行うと、従来のバルサルバ法の上室性頻拍の停止効果がわずか17%であるのに対し、成功率が43%に増加することが実証された。
| バルサルバ法の効果（第II相） | 心臓所見       |
| ---------------------------- | -------------- |
| 心雑音を減らす               | 大動脈弁狭窄症 |
| 心雑音を減らす               | 肺動脈弁狭窄   |
| 心雑音を減らす               | 三尖弁閉鎖不全 |
| 心雑音が増える               | 肥大型心筋症   |
| 心雑音が増える               | 僧帽弁閉鎖不全 |
| 心雑音の早期発生             | 僧帽弁逸脱症   |

#### 神経学
バルサルバ手技は、頸椎の神経に問題や損傷があるかどうかを臨床的に診断するための方法でもある。バルサルバ法を実行すると、脊髄内圧がわずかに増加する。したがって、神経障害または神経根痛が感じられるか、または悪化する可能性があり、これは椎間板や解剖学的な他の部分によって神経がインピンジメントされていることを示している可能性がある。バルサルバ手技を行う際の頭痛と痛みも、アーノルド・キアリ奇形の主な症状の1つである。バルサルバ手技は、顕微椎間板切除術などの特定の脊椎手術後の硬膜裂傷のチェックに役立つ場合がある。
バルサルバ手技は、一過性全健忘との関連も報告されている。

#### 鎖骨上リンパ節の触診
リンパ節が埋まっている可能性があるため、患者にバルサルバ手技を行うように依頼すると、肺尖部が押し上げられ、深部リンパ節が触診しやすい位置に移動する。触診により、がんの診断指標である鎖骨上リンパ節の腫大が確認される場合がある。鎖骨上窩リンパ節腫脹の存在下での悪性腫瘍の有病率は、54%から85%の範囲であると報告されている。

#### 口腔上顎洞瘻
バルサルバ手技の変法は、口腔上顎洞瘻、すなわち口腔と上顎洞間の交通の存在の診断を支援するために使用される。

#### 泌尿生殖器医学
バルサルバ法とは、ウロダイナミック検査において、内在性括約筋欠損症（ISD）の診断補助に使用される。バルサルバ漏出点圧力とは、尿漏れに関連する最小の膀胱内圧である。閾値についてのコンセンサスはないが、60 cmH2Oを超える値は一般的に膀胱頸部の過可動性と括約筋の正常な機能を示すと考えられている。また、骨盤臓器脱の女性を診察する際には、患者にバルサルバ法を行ってもらい、骨盤臓器の最大下降を診る。

## 合併症
バルサルバ網膜症は、バルサルバ手技に関連する病的症候群である。これは、胸腔内圧が一時的に上昇した病歴のある人の網膜前出血として現れ、重いものを持ち上げたり、激しい咳をしたり、トイレでいきんだり、嘔吐したりすることに関連している可能性がある。出血が視軸を妨げると、視力低下をきたすことがあり、患者は視野内の飛蚊症で気付くことがある。通常、これによって永続的な視覚障害が生じることはなく、視力は完全に回復する。

## 宇宙服のバルサルバ装置

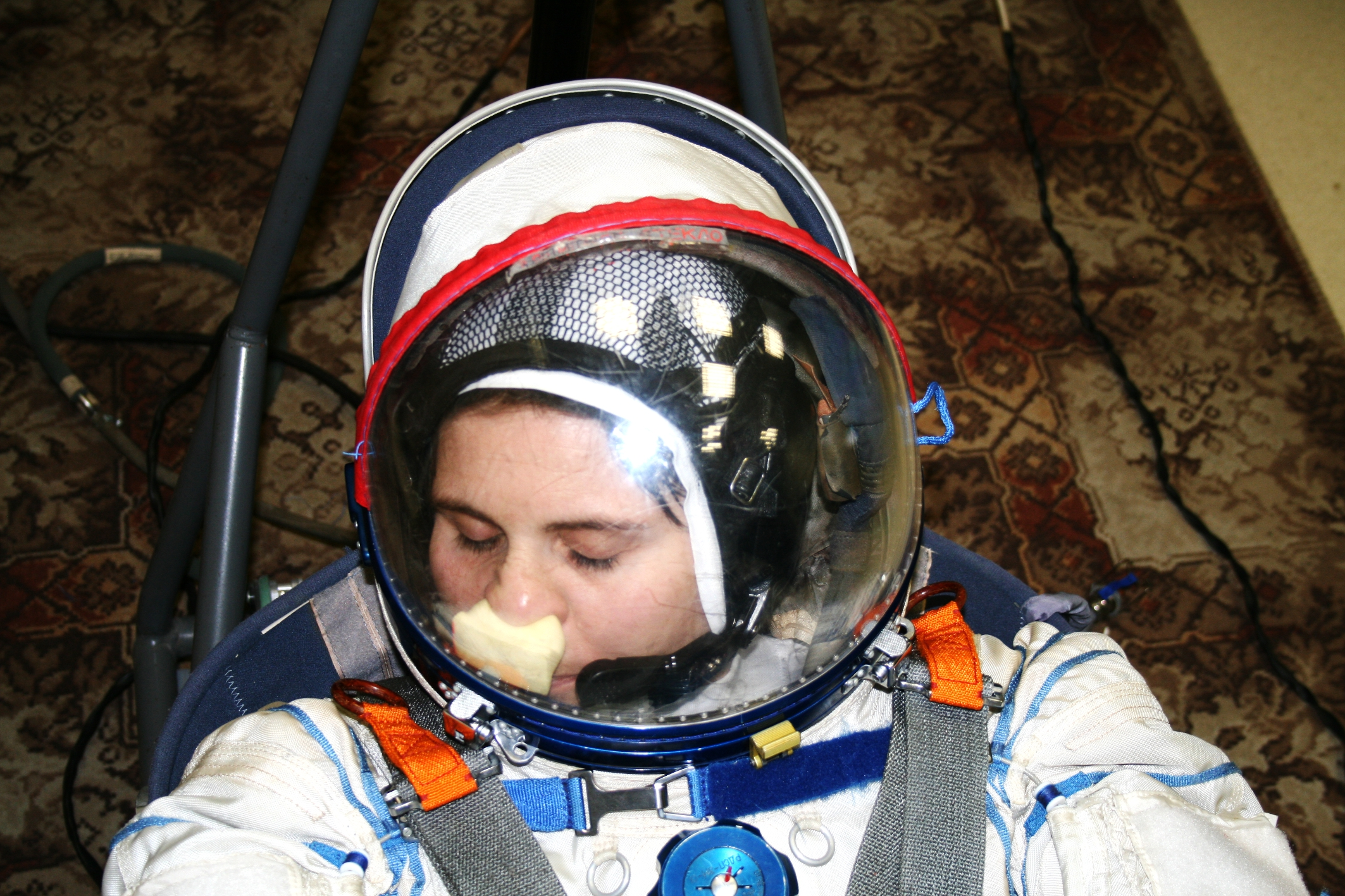
「バルサルバ」の使い方を披露する宇宙飛行士

一部の宇宙服には、バルサルバ装置と呼ばれる装置が搭載されており、着用時に着用者が鼻を塞いでバルサルバ手技を行うことができる。宇宙飛行士ドリュー・フューステルは、それを「バルサルバと呼ばれるスポンジ状の装置で、通常、圧力の再調整が必要な場合に鼻をふさぐために使用する」と説明している。この装置の用途の1つは、スーツの加圧中に圧力を均等にすることである。